# کا (فرعون)

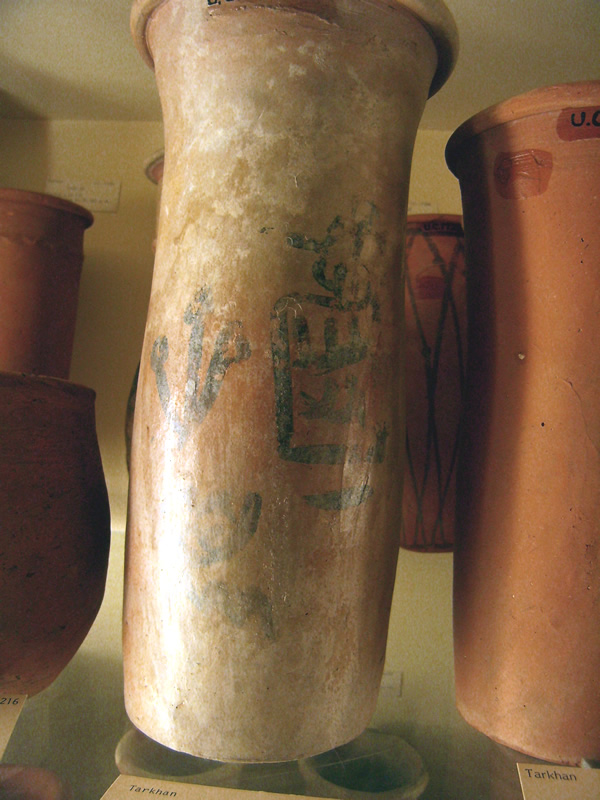
کوزه‌ای باستانی که نام پادشاه کا بر رویش نوشته شده است

کا یا سِخِم کا یا کا سِخِن فرعون در دوره پیش‌دودمانی است که در مصر علیا فرمانروایی می‌کرد. «کا» در آیین باستانی مصر به معنای بخشی از روح است.
کا در منطقه ابیدوس در پایان سده ۳۲م یا آغاز سده ۳۱م پیش از میلاد فرمانروایی می‌کرد. جسد او در ام‌القعاب به خاک سپرده شد. به احتمال زیاد او بلافاصله پس از ایری‌حور به پادشاهی رسید و پادشاه پس از او هم نارمر بوده‌است. او نخستین فرعون مصر است که بر روی چندین ظرف و صنایع دستی نشان سِرِخ خود را حکاکی کرده‌است.

## نگارخانه

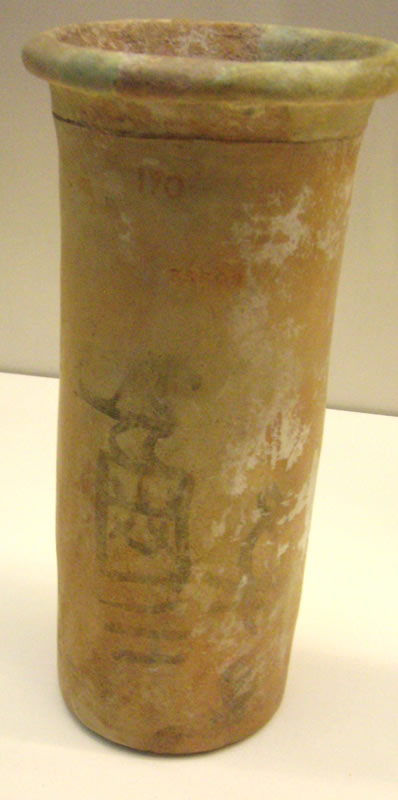
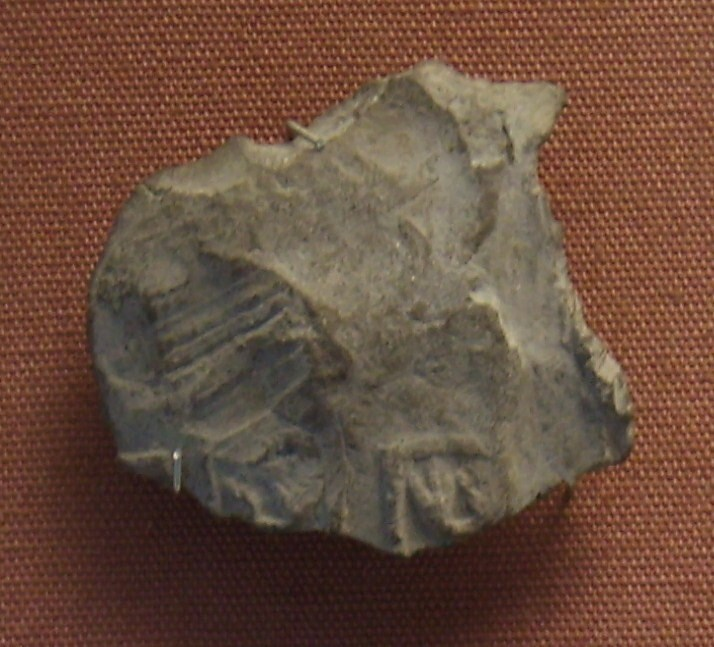
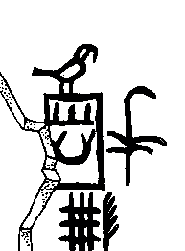
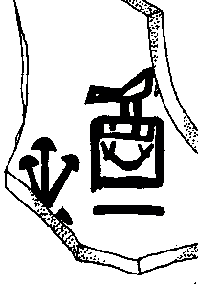
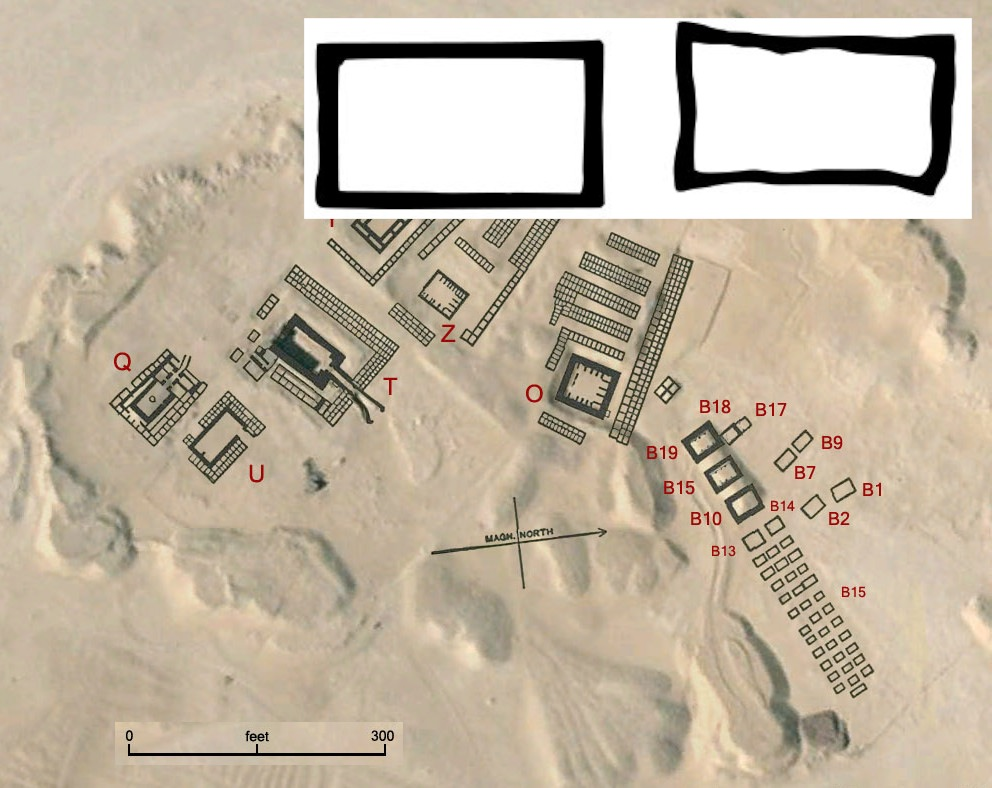